# Angraecum palmicolum
Angraecum palmicolum là một loài thực vật có hoa trong họ Lan. Loài này được Bosser mô tả khoa học đầu tiên năm 1989.